# صناعة الزيوت النباتية في السودان
عرفت الزيوت النباتية vegetable oils منذ آلاف السنين، وكانت تستخرج من البذور والثمار الزيتية بطرائق بدائية مختلفة، واستخدمت في الغذاء وصناعة الصابون والإضاءة، كما استخدمت موادَّ دوائية.
تعد الزيوت النباتية والمواد الدسمة من المكونات الأساسية التي تدخل في تركيب جميع الكائنات الحية، النباتية والحيوانية، وتؤدي دوراً مهماً في حياة الإنسان والحيوان، و توفر الزيوت النباتية والمواد الدسمة نحو ثلث احتياجات الإنسان اليومية من الطاقة، كما تحتوي هذه الزيوت على كثير من المواد الأخرى الضرورية لسلامة الإنسان وصحته وتراوح حاجة الإنسان البالغ يومياً بين 60-100 غرام من المواد الدسمة منها بين 20-25غرام على شكل زيوت نباتية.

## البداية
وائل الثلاثينيات من القرن الماضي حين أنشأت المعاصر التقليدية في مناطق إنتاج السمسم والفول لإنتاج الزيت.كما استغلت بذرة القطن كإحدي الحبوب الزيتية بعد زراعة القطن في مشروع الجزيرة .
بدأ استخدام المعاصر الميكانيكية ذات المكابس الحلزونية في سبعينات القرن الماضي كما شهدت صناعه الزيوت طفرة كبيرة بإنشاء وحدات تكرير مستمر ذات كفاءة عالية نسبيا في ذلك الوقت
في الثمانينات انشأت مصانع تستخدم المذيب العضوي لإستخلاص الزيت مما يرفع من كفاءة الإستخلاص ويقلل كمية الزيت في الأمباز إلي 1%.
تزيد نسبة الزيت المنتج من المواد الاولية على 98% من مجمل الإنتاج العالمي من الزيوت النباتية وهي:

## البذور[1]
- الصويا
- عباد الشمس
- اللفت
- نوى النخيل
- القطن
- الذرة
- الفستق السوداني
- السمسم
- الخروع
- الكتان
- القنب
- القرطم
- السلجم
- الحبة السوداء (حبة البركة)
- الهوهوبا.

## الثمار[1]
- نخيل الزيت
- جوز الهند
- الزيتون
- الكاكاو
- الغار.

## جملة الحبوب الزيتيه المتاحه للتصنيع في السودان
في أفضل مواسم الإنتاج تكون في حدود 1.5 مليون طن الامر الذي يجعل هذه الكميات دون احتياجات البلاد من زيوت الطعام وقد أوضح تقرير الهيئة العربية للإنتاج الزراعى أن السودان يمتلك أكبر المساحات المزروعة بالحبوب الزيتية في العالم العربى ولكن إنتاجية الفدان سجلت اقل رقماً مقارنة بمعدلات الإنتاج العالمية.

### تعتمد صناعة الزيوت فيالسودانعلى استخلاص الزيوت من الحبوب التالية
1. بذرة القطن.
2. الفول السوداني.
3. السمسم.
4. زهرة الشمس.

## المجال الصناعي للحبوب الزيتية
في مجال الإنتاج الصناعي للحبوب الزيتية كما جاء في الورقة فإن صناعة الزيوت في السودان في غضون العشر سنوات الاخيرة شهدت طفرة كبيرة بانشاء عشر وحدات تكرير ذات كفاءة عالية نسبيا وبطاقة تصميمية تصل إلى 390 الف طن في العام. كما تم ادخال نظم التعبئة الحديثة باستخدام العبوات الصغيرة في العام 2005م كما يجري العمل في إنشاء ثلاث وحدات للتكرير المستمر بطاقة انتاجية 300 طن في اليوم لكل وحدة بطاقة سنوية تعادل 300 الف طن من الزيوت المختلفة.